# Општина Балачица (Мехединци)
Балачица (рум. Bălăciţa) општина је у Румунији у округу Мехединци.
Oпштина се налази на надморској висини од 271 m.